# Букет шансона
„Букет шансона“ је југословенски филм из 1968. године. Режирао га је Јован Ристић, а сценарио је писао Мирослав Караулац.

## Улоге
| Глумац           | Улога |
| ---------------- | ----- |
| Зафир Хаџиманов  |       |
| Сенка Велетанлић |       |